# Eupulmonata
Eupulmonata е таксономичен клон от дишащи въздух коремоноги мекотели. Голямото мнозинство от тази група са сухоземни охлюви и голи охлюви, но някои обитават интертидалната зона или крайбрежни солени блата и мангрови гори.

## Таксономия
Клон Eupulmonata включва следните разреди:
- разред Ellobiida
  - надсемейство Ellobioidea L. Pfeiffer, 1854
    - Ellobiidae L. Pfeiffer, 1854
    - Otinidae H. Adams & A. Adams, 1855
    - Trimusculidae J. Q. Burch, 1945
- разред Systellommatophora
  - надсемейство Onchidioidea Rafinesque, 1815
    - Onchidiidae Rafinesque, 1815

  - надсемейство Veronicelloidea Gray, 1840
    - Veronicellidae Gray, 1840
    - Rathouisiidae Heude, 1885
- разред Стиломатофорни охлюви (Stylommatophora)
  - (за таксономията на разреда вж. страницата Стиломатофорни охлюви)